# 羚羊礁

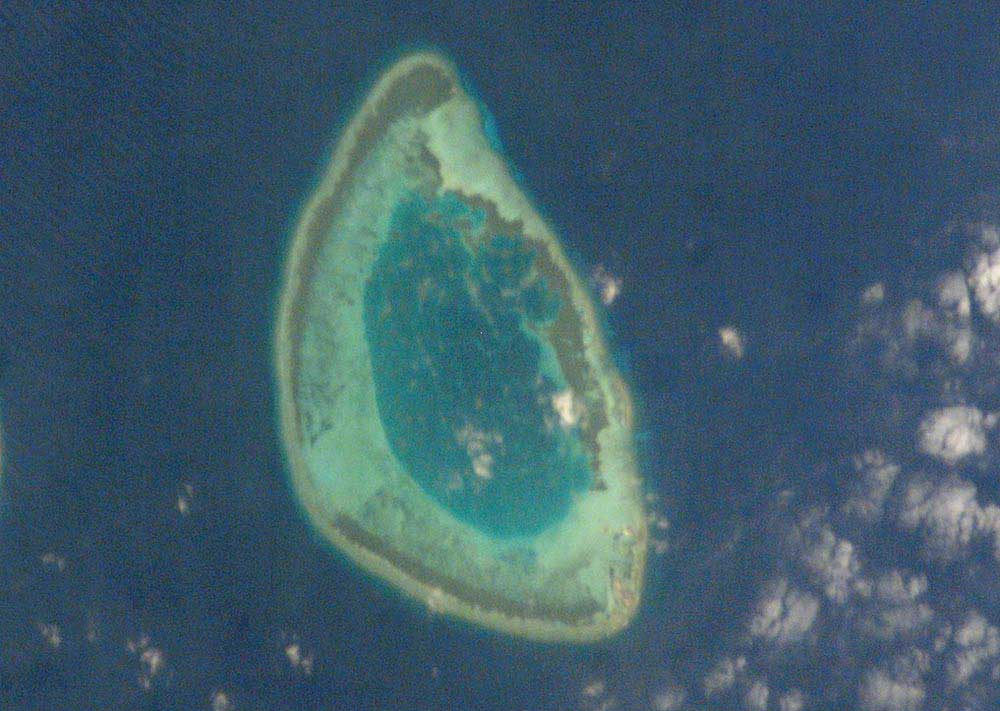
羚羊礁

羚羊礁（英語：Antelope Reef、ベトナム語：Đá Hải Sâm / 𥒥海參）は、西沙諸島（パラセル諸島）南西部のクレスセント諸島（英語: Crescent Group、中国語: 永楽環礁）に属する環礁の一部を成す砂州である。
南北の距離は約6キロメートル、東西の距離は約4キロメートル。島は形状が三角形で、レイヨウ（羚羊）のような形状をしている。環礁の東南部には常に海面上に露出している砂州があり、ここに石積みの小屋をたくさん建設している。
羚羊礁は中華人民共和国に実効支配され、海南省三沙市に属する。中華民国（台湾）とベトナムも羚羊礁の主権を主張している。